# American Megatrends

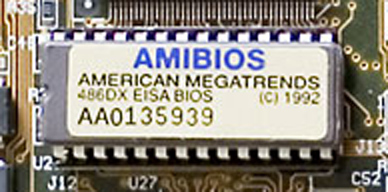
BIOS dla płyt głównych typu Baby AT

American Megatrends, American Megatrends Inc. (AMI) – przedsiębiorstwo informatyczne produkujące sprzęt i firmware dla komputerów PC. Przedsiębiorstwo zostało założone w stanie Georgia w USA w roku 1985 przez aktualnego prezesa i dyrektora S. Shankara. 

## Produkty
AMI stworzyła m.in. własny BIOS i UEFI, oprogramowanie diagnostyczne, płyty główne i systemy przechowywania danych.
- AMIBIOS
- Aptio
- AMIDiag
- StorTrends/ManageTrends

Stworzyła też emulator systemu Android, AMIDuOS.